# In certi momenti
In certi momenti ist das dritte Studioalbum von Eros Ramazzotti. Es wurde am 2. November 1987 von Sony BMG Music Entertainment veröffentlicht. Es erschien auch eine spanische Version, En ciertos momentos.

## Entstehung
Das Album wurde von Piero Cassano produziert und im Fonoprint, Bologna sowie in den Studios Il Cortile, Excalibur, im Logic Studio und dem Morning Studio in Mailand aufgenommen. Gekennzeichnet ist es von der ersten von vielen Kollaborationen Ramazzottis mit anderen Künstlern, hier mit der englischen Sängerin Patsy Kensit bei La luce buona delle stelle. Das Stück wurde von Piero Cairo auf Yamaha, Roland, Akai und Linn-Synthesizern und -Geräten programmiert. Auch bei Cose che ho visto programmierte dieser die Synthesizerspuren. Zahlreiche Studiomusiker wirkten an den Aufnahmen mit, am Bass etwa Mo Foster und Dino D’Autorio, an den Keyboards und am Piano Celso Valli, der die Songs auch mit arrangierte, und am Schlagzeug Stuart Elliot und Gabriele Melotti. Gitarre spielten Giorgio Cocilovo und Paolo Gianolio sowie Ramazzotti selbst. Die Musik schrieb Ramazzotti mit Piero Cassano, die Texte mit Adelio Cogliati.

## Titelliste
| #  | Titel                                           | Autor(en)                                       | Produzent(en) | Länge |
| -- | ----------------------------------------------- | ----------------------------------------------- | ------------- | ----- |
| 1  | Questo mio vivere un po' fuori                  | Eros Ramazzotti, Piero Cassano, Adelio Cogliati | Piero Cassano | 4:16  |
| 2  | Ok ci sto                                       | Eros Ramazzotti, Piero Cassano, Adelio Cogliati | Piero Cassano | 3:55  |
| 3  | La luce buona delle stelle (feat. Patsy Kensit) | Eros Ramazzotti, Piero Cassano, Adelio Cogliati | Piero Cassano | 4:06  |
| 4  | Il gioco della verità                           | Eros Ramazzotti, Piero Cassano, Adelio Cogliati | Piero Cassano | 4:35  |
| 5  | Ma che bello questo amore                       | Eros Ramazzotti, Piero Cassano, Adelio Cogliati | Piero Cassano | 4:08  |
| 6  | Ciao pà                                         | Eros Ramazzotti, Piero Cassano, Adelio Cogliati | Piero Cassano | 4:58  |
| 7  | Cose che ho visto                               | Eros Ramazzotti, Piero Cassano, Adelio Cogliati | Piero Cassano | 4:09  |
| 8  | Libero dialogo                                  | Eros Ramazzotti, Piero Cassano, Adelio Cogliati | Piero Cassano | 4:31  |
| 9  | Occhi di speranza                               | Eros Ramazzotti, Piero Cassano, Adelio Cogliati | Piero Cassano | 3:15  |
| 10 | Senza perderci di vista                         | Eros Ramazzotti, Piero Cassano, Adelio Cogliati | Piero Cassano | 4:12  |

## Chartplatzierungen

### Album
| ChartsChartplatzierungen | Höchstplatzierung | Wochen |
| ------------------------ | ----------------- | ------ |
| Deutschland (GfK)        | 17 (51 Wo.)       | 51     |
| Italien (M&D)            | 1 (21 Wo.)        | 21     |
| Österreich (Ö3)          | 5 (15 Wo.)        | 15     |
| Schweiz (IFPI)           | 3 (20 Wo.)        | 20     |
| Spanien (Promusicae)     | 5 (50 Wo.)        | 50     |

### Singles
| Jahr | Titel Album                                 | Höchstplatzierung, Gesamtwochen, AuszeichnungChartplatzierungen (Jahr, Titel, Album, Platzierungen, Wochen, Auszeichnungen, Anmerkungen) | Höchstplatzierung, Gesamtwochen, AuszeichnungChartplatzierungen (Jahr, Titel, Album, Platzierungen, Wochen, Auszeichnungen, Anmerkungen) | Höchstplatzierung, Gesamtwochen, AuszeichnungChartplatzierungen (Jahr, Titel, Album, Platzierungen, Wochen, Auszeichnungen, Anmerkungen) | Anmerkungen                                                                           |
| Jahr | Titel Album                                 | AT | CH | ES | Anmerkungen                                                                           |
| ---- | ------------------------------------------- | --- | --- | --- | ------------------------------------------------------------------------------------- |
| 1987 | Emociones cuantas emociones                 | — | — | ES43 (1 Wo.)ES | spanische Version des Liedes Emozione dopo emozione aus dem Vorgängeralbum Nuovi eroi |
| 1987 | Ma che bello questo amore / Fantástico amor | AT19 (4 Wo.)AT | CH21 (6 Wo.)CH | ES27 (4 Wo.)ES |                                                                                       |

grau schraffiert: keine Chartdaten aus diesem Jahr verfügbar

## Auszeichnungen für Musikverkäufe
In certi momenti wurde weltweit mit 1× Gold und 3× Platin ausgezeichnet. Damit verkaufte sich das Album laut Auszeichnungen über 500.000 Mal.

| Land/Region          | Auszeichnungen für Musikverkäufe (Land/Region, Auszeichnung, Verkäufe) | Verkäufe |
| -------------------- | ---------------------------------------------------------------------- | -------- |
| Deutschland (BVMI)   | Gold                                                                   | 250.000  |
| Schweiz (IFPI)       | Platin                                                                 | 50.000   |
| Spanien (Promusicae) | 2× Platin                                                              | 200.000  |
| Insgesamt            | 1× Gold · 3× Platin ·                                                  | 500.000  |

Hauptartikel: Eros Ramazzotti/Auszeichnungen für Musikverkäufe